# Лознани
Лознани (на македонска литературна норма: Лознани) е село в южната част на Северна Македония, в община Могила.

## География
Селото е разположено в областта Пелагония, североизточно от град Битоля. Землището му е богато и подходящо за земеделие.

## История
В XIX век Лознани е изцяло българско село в Битолска кааза на Османската империя. Църквата в селото „Свети Атанасий“ е построена в 1860 година, доизградена в 1900 година.
Според статистиката на Васил Кънчов („Македония. Етнография и статистика“) от 1900 година Лознани има 300 жители, всички българи християни.
На Етнографската карта на Битолския вилает на Картографския институт в София от 1901 година Лознани е чисто българско село в Битолската каза на Битолския санджак с 26 къщи.
Според Никола Киров („Крушово и борбите му за свобода“) към 1901 година Лознени има 30 български къщи.
В началото на XX век българското население на селото е под върховенството на Българската екзархия. По данни на секретаря на екзархията Димитър Мишев („La Macédoine et sa Population Chrétienne“) през 1905 година в Лознани има 192 българи екзархисти.
По време на Първата световна война Лознани е част от Иваневска община и има 409 жители.
Според преброяването от 2002 година селото има 185 жители, всички северномакедонци.
| Година    | 1948 | 1953 | 1961 | 1971 | 1981 | 1991 | 1994 | 2002 |
| --------- | ---- | ---- | ---- | ---- | ---- | ---- | ---- | ---- |
| Население | 466  | 521  | 586  | 557  | 509  | 383  | 215  | 185  |

| Националност     | Всичко |
| северномакедонци | 185    |
| албанци          | 0      |
| турци            | 0      |
| цигани           | 0      |
| власи            | 0      |
| сърби            | 0      |
| бошняци          | 0      |
| други            | 0      |

## Личности
Родени в Лознани
- Диме Никола, българин, православен, арестуван преди април 1904 година,[9] обвинен, че „отивайки към село Паша Сръбци с намерение на върши бунтовничество, дръзнал да се заканва на  поп Ангеле“, задържан с решение на битолския Апелативен отдел, амнистиран с общата амнистия от 12 април 1904 година[10]